# (11119) Taro
(11119) Taro (1996 PS9) – planetoida z pasa głównego asteroid okrążająca Słońce w ciągu 3,82 lat w średniej odległości 2,44 j.a. Odkryta 9 sierpnia 1996 roku.